# Hattie (film)
Hattie  är en brittisk TV-film från 2011 i regi av Dan Zeff.
Filmen är baserad på en biografi av Andy Merriman. Den skildrar Hattie Jacques liv, arbetet som skådespelerska och det sönderfallande äktenskapet med John Le Mesurier.

## Rollista i urval
- Ruth Jones - Hattie Jacques
- Robert Bathurst - John Le Mesurier
- Aidan Turner - John Schofield
- Jeany Spark - Joan Malin
- Graham Fellows - Eric Sykes
- Stephen Critchlow - Gerald Thomas
- Lewis MacLeod - Eamonn Andrews
- Brian Pettifer - Ron